# Iosif Culineac
Iosif Culineac (* 13. August 1941 in Bukarest; † 26. Juli 2022 in Goslar, Deutschland) war ein rumänischer Wasserballspieler.

## Leben
Iosif Culineac absolvierte für die rumänische Nationalmannschaft 188 Länderspiele und erzielte dabei 76 Tore. Mit dieser wurde er bei den Olympischen Spielen 1964 in Tokio Fünfter und 1972 in München Achter. Zudem nahm er an der Europameisterschaft 1962 und Europameisterschaft 1970 teil. Bei der Universiade 1965 gewann er mit dem rumänischen Team die Bronzemedaille.
Im Anschluss an seine Spielerkarriere wurde er Anfang der 1980er Jahre hauptamtlicher Trainer im damaligen Schwimmverband Niedersachsen (heute Landesschwimmverband Niedersachsen). 1985 konnte er als Honorartrainer der neu gegründeten Frauen-Nationalmannschaft der BRD EM-Bronze gewinnen. Im Jahr 2003 gelang ihm als Trainer der Freien Schwimmer Hannover der Aufstieg in die damalige einteilige zweite Bundesliga.